# James Norris Memorial Trophy (IHL)
Il James Norris Memorial Trophy è stato un trofeo annuale assegnato dal 1955 al 2001 dall'International Hockey League al portiere o ai portieri con la media gol subiti minore al termine della stagione regolare. Il trofeo trae il proprio nome da quello di James E. Norris, proprietario dei Detroit Red Wings che contribuì allo sviluppo della IHL nei primi anni della sua storia.

## Vincitori
| Stagione | Giocatore(i)                       | Squadra              |
| -------- | ---------------------------------- | -------------------- |
| 1955-56  | Bill Tibbs                         | Troy Bruins          |
| 1956-57  | Glenn Ramsay                       | Cincinnati Mohawks   |
| 1957-58  | Glenn Ramsay                       | Cincinnati Mohawks   |
| 1958-59  | Don Rigazio                        | Louisville Rebels    |
| 1959-60  | Reno Zanier                        | Fort Wayne Komets    |
| 1960-61  | Ray Mikulan                        | Minneapolis Millers  |
| 1961-62  | Glenn Ramsay                       | Omaha Knights        |
| 1962-63  | Glenn Ramsay                       | Omaha Knights        |
| 1963-64  | Glenn Ramsay                       | Toledo Blades        |
| 1964-65  | Chuck Adamson                      | Fort Wayne Komets    |
| 1965-66  | Bob Sneddon                        | Port Huron Flags     |
| 1966-67  | Glenn Ramsay                       | Toledo Blades        |
| 1967-68  | Bob Perani Tim Tabor               | Muskegon Mohawks     |
| 1968-69  | John Adams Pat Rupp                | Dayton Gems          |
| 1969-70  | Gaye Cooley Bob Perreault          | D.M. Oak Leafs       |
| 1970-71  | Lyle Carter                        | Muskegon Mohawks     |
| 1971-72  | Glenn Resch                        | Muskegon Mohawks     |
| 1972-73  | Robbie Irons Don Atchison          | Fort Wayne Komets    |
| 1973-74  | Bill Hughes                        | Muskegon Mohawks     |
| 1974-75  | Merlin Jenner Bob Volpe            | Flint Generals       |
| 1975-76  | Don Cutts                          | Muskegon Mohawks     |
| 1976-77  | Terry Richardson                   | Kalamazoo Wings      |
| 1977-78  | Pierre Chagnon Lorne Molleken      | Saginaw Gears        |
| 1978-79  | Gordon Laxton                      | Grand Rapids Owls    |
| 1979-80  | Larry Lozinski                     | Kalamazoo Wings      |
| 1980-81  | Claude Legris Georges Gagnon       | Kalamazoo Wings      |
| 1981-82  | Dave Tardich Lorne Molleken        | Toledo Goaldiggers   |
| 1982-83  | Lorne Molleken                     | Toledo Goaldiggers   |
| 1983-84  | Darren Jensen                      | Fort Wayne Komets    |
| 1984-85  | Rick Heinz                         | Peoria Rivermen      |
| 1985-86  | Pokey Reddick Rick St. Croix       | Fort Wayne Komets    |
| 1986-87  | Michel Dufour Alain Raymond        | Fort Wayne Komets    |
| 1987-88  | Steve Guenette                     | Muskegon Lumberjacks |
| 1988-89  | Rick Knickle                       | Fort Wayne Komets    |
| 1989-90  | Jimmy Waite                        | Indianapolis Ice     |
| 1990-91  | Pat Jablonski Guy Hebert           | Peoria Rivermen      |
| 1991-92  | Wade Flaherty Artūrs Irbe          | Kansas City Blades   |
| 1992-93  | Rick Knickle Clint Malarchuk       | San Diego Gulls      |
| 1993-94  | Jean-Claude Bergeron Mike Greenlay | Atlanta Knights      |
| 1994-95  | Tommy Salo                         | Denver Grizzlies     |
| 1995-96  | Tommy Salo Mark McArthur           | Utah Grizzlies       |
| 1996-97  | Rich Parent Jeff Reese             | Detroit Vipers       |
| 1997-98  | Kay Whitmore Mike Buzak            | Long Beach Ice Dogs  |
| 1998-99  | Andrej Trefilov Kevin Weekes       | Detroit Vipers       |
| 1999-00  | Frédéric Chabot                    | Houston Aeros        |
| 2000-01  | Norm Maracle Scott Fankhouser      | Orlando Solar Bears  |